# National Capital District
Het National Capital District in Papoea-Nieuw-Guinea omvat het grootstedelijk gebied van Port Moresby, de hoofdstad van het land. Als enige district van Papoea-Nieuw-Guinea valt het buiten de provinciale indeling van deze eilandstaat. Het National Capital District wordt geheel omringd door de provincie Central. Het heeft een oppervlakte van 240 km² en 254.158 inwoners (volkstelling 2000).
Aangezien het National Capital District een district is, is het in tegenstelling tot de provincies van Papoea-Nieuw-Guinea zelf niet in districten ingedeeld. Bij verkiezingen wordt een indeling in drie electoraten gehanteerd: Moresby North-East, Moresby North-West en Moresby South.
Provincies: Central · Chimbu · Eastern Highlands · East New Britain · East Sepik · Enga · Gulf · Hela · Jiwaka · Madang · Manus · Milne Bay · Morobe · New Ireland · Northern · Southern Highlands · Western · Western Highlands · West New Britain · Sandaun

National Capital District      Autonome provincie: Bougainville